# David Miller (ishockeyspelare)
David Engelbert Miller, född 15 december 1925 i Wilkie i Saskatchewan, död 8 oktober 1996 i Victoria, var en kanadensisk ishockeyspelare.
Miller blev olympisk guldmedaljör i ishockey vid vinterspelen 1952 i Oslo.